# 康斯坦丁諾斯·米特羅格盧
康斯坦丁諾斯·米特羅格盧（羅馬化：Konstantínos Mítroglou；1988年3月12日—），是一名希臘足球運動員，他也效力於希臘國家足球隊。司職前鋒。
米特羅格盧成長於德國，並於德國球會門興格拉德巴赫開始其職業生涯，成為當時的其中一位新星。於2007年的夏天，希臘球會奧林匹亞科斯簽下他，效力期間曾先後被外借至帕尼奥尼奥斯和阿特羅米托斯。在2013年的冬季轉會窗開啟時，他以破球會紀錄的1200萬鎊價錢，轉會至英格蘭超級足球聯賽的富勒姆，可惜當季米特羅格盧受傷患困擾，而富勒姆亦降班至英格蘭冠軍足球聯賽。米特羅格盧只是在富勒姆留了一季，先後被外借至奧林匹亞科斯和本菲卡。2016年，他正式轉投本菲卡。
米特羅格盧於2009年開始入選希臘國家足球隊，上陣超過50場，並參加了2012年歐洲國家盃及2014年世界盃。

## 榮譽

### 球會
奧林匹亞科斯
- 希臘足球超級聯賽冠軍：2007-08賽季[7]，2008-09賽季[7]，2010-11賽季，2012-13賽季[7]，2013-14賽季，2014-15賽季
- 希臘足球盃冠軍：2007-08賽季，2008-09賽季，2012-13賽季，2014-15賽季
- 希臘超級盃冠軍：2007年

 本菲卡
- 葡萄牙足球超级联赛冠軍：2015-16賽季
- 葡萄牙聯賽盃冠軍：2015-16賽季
- 葡萄牙超級盃冠軍：2016年

### 國家隊
- 歐洲U-19足球錦標賽亞軍：2007年

### 個人
- 歐洲U-19足球錦標賽神射手：2007年
- 希臘足球超級聯賽最佳希臘球員：2011-12賽季
- 希臘足球盃神射手：2012-13賽季

## 外部連結
- 康斯坦蒂諾斯·米特羅格盧 （页面存档备份，存于）於本菲卡官方網站上的資料 （葡萄牙文）
- 康斯坦丁諾斯·米特羅格盧 – FIFA國際賽競賽紀錄 (存檔)
- 康斯坦丁諾斯·米特羅格盧－UEFA國際賽競賽紀錄